# Cleorodes distinctaria
Cleorodes distinctaria là một loài bướm đêm trong họ Geometridae.